# McLay Glacier
McLay Glacier är en glaciär i Antarktis. Den ligger i Östantarktis. Australien gör anspråk på området. McLay Glacier ligger 1 030 meter över havet.
Terrängen runt McLay Glacier är kuperad åt nordväst, men åt sydost är den platt. Trakten är obefolkad. Det finns inga samhällen i närheten. 